# Hemionitis levyi
Hemionitis levyi är en kantbräkenväxtart som beskrevs av Eugène Pierre Nicolas Fournier. Hemionitis levyi ingår i släktet Hemionitis och familjen Pteridaceae. Inga underarter finns listade.